# Tacrolimus
Le tacrolimus, aussi connu sous le nom de FK-506 ou de fujimycine, est un immunosuppresseur utilisé principalement en transplantation d'organes pour la prévention du rejet des allogreffes et en dermatologie. Isolé en 1984 dans un échantillon de sol du Japon, le tacrolimus est un macrolide du genre des lactones synthétisé par une bactérie, Streptomyces tsukubaensis. Il appartient comme la ciclosporine à la famille des inhibiteurs de la calcineurine et déprime l'activité des lymphocytes T.

## Histoire
Le tacrolimus a été découvert en 1987 par une équipe japonaise dirigée par T. Goto, T. Kino et H. Hatanaka. Il est l'un des premiers macrolides immunosuppresseurs découverts, précédé en 1975 par le sirolimus (ou rapamycine), isolé sur l'île de Pâques. Comme la ciclosporine il a été identifié dans le sol où il est synthétisé par une bactérie, Streptomyces tsukubaensis. Le nom tacrolimus est formé à partir de Tsukuba macrolide immunosuppressant.
La molécule est la propriété de Astellas Pharma et est commercialisée sous les noms de Prograf, Advagraf, Protopic et Envarsus. Le tacrolimus a été autorisé aux États-Unis par la FDA en 1994, initialement pour la prévention du rejet des allogreffes hépatiques, puis son indication s'est étendue aux allogreffes de rein, de cœur, d'intestin grêle, de pancréas, de poumon, de trachée, de peau, de cornée, de moelle osseuse et de membre.

## Pharmacologie

### Pharmacodynamie
Le mode d'action du tacrolimus est très bien connu. Dans le cytosol des lymphocytes T, il se lie à l'immunophiline FKBP-12 (ou FK-506 binding protein) pour former un complexe à 5 sous-unités (une protéine de liaison, le tacrolimus, la calmoduline et les calcineurines A et B) dont le rôle est d’inhiber l’activité phosphatase de la calcineurine. Cette inhibition conduit au blocage de la prolifération des cellules T et de la transcription du gène de l'interleukine 2, conduisant à une réduction marquée de l'activité des lymphocytes T effecteurs. Bien que ce mode d'action soit similaire à celui de la ciclosporine A, une étude a prouvé une efficacité supérieure du tacrolimus dans la prévention du rejet aigu.

### Absorption
L’absorption du tacrolimus a lieu à tous les niveaux du tractus digestif. Elle présente une grande variabilité inter et intra-individuelle, aussi est-il recommandé d’ajuster les posologies par un suivi des concentrations sanguines.
La résorption présente également de grandes variations inter et intra-individuelles, mais elle est augmentée à jeun. La biodisponibilité de la forme orale varie donc de 5 % à 67 % et est en moyenne de 20 à 25 %.

### Distribution
Le volume de distribution du tacrolimus est très élevé (plus de 1 300 litres). À cause de la grande hydrophobie de la molécule, sa distribution se fait surtout dans les lipides. Les concentrations dans le poumon, la rate, le cœur, le rein et le pancréas après l'équilibre de distribution sont nettement supérieures aux concentrations plasmatiques, indiquant ainsi une grande affinité tissulaire.
Des études ont montré que le sang total est un meilleur échantillon que le plasma pour étudier la pharmacocinétique du tacrolimus. En effet, il se lie aux érythrocytes et aux protéines, surtout l’albumine et l’α1-glycoprotéine acide. La distribution entre le plasma et les érythrocytes est affectée par plusieurs paramètres : l’hématocrite, la température de séparation du plasma, la concentration du tacrolimus et la concentration des protéines plasmatiques.
Sa grande hydrophobie lui permet de traverser la barrière hémato-encéphalique ainsi que la barrière placentaire. Il est donc excrété dans le lait maternel et est contre-indiqué en cas d'allaitement.

### Métabolisme
Il est hépatique à plus de 99 % par la voie du cytochrome P450, principalement son isoforme CYP-3A5 et dans une moindre mesure l'isoforme CYP-3A4. Les métabolites du tacrolimus sont inactifs.

### Élimination
La demi-vie du tacrolimus est très variable. Très élevée chez le sujet sain (pouvant dépasser les 40 heures), elle se situe entre 5,6 et 16,6 heures chez le transplanté car la clairance du médicament est augmentée. Le médicament est éliminé presque exclusivement dans les féces.

## Effets indésirables et interactions
Comme la ciclosporine, le tacrolimus est néphrotoxique, hépatotoxique et expose au risque de maladies opportunistes (infections notamment virales et fongiques, et cancers). Les autres effets indésirables sont très variés et non spécifiques. Le tacrolimus favorise le diabète sucré.
Le tacrolimus interagit avec plusieurs médicaments. Les inhibiteurs du cytochrome P450 (érythromycine et autres antibiotiques macrolides, antifongiques azolés, jus de pamplemousse, etc) augmentent sa concentration sérique et son activité. Les activateurs du cytochrome P450 (rifampicine, millepertuis, phénobarbital, etc) diminuent sa concentration sérique et son activité.

## Indications

### Prévention du rejet d'allogreffe
Le tacrolimus a des propriétés immunosuppressives analogues à celles de la ciclosporine, mais il est beaucoup plus puissant à volume égal. Une étude de 2004 a montré sa supériorité sur la ciclosporine dans la prévention du rejet aigu d'allogreffes rénales (30,7 % contre 46,4 %). Il possède une indication dans la grande majorité des transplantations.

### Dermatologie
En pommade (Protopic), le tacrolimus est indiqué dans le traitement de l'eczéma et plus particulièrement de la dermatite atopique. Son effet anti-inflammatoire est comparable à celui d'un dermocorticoïde de puissance moyenne à forte. Par rapport aux stéroïdes, il présente l'avantage d'une meilleure tolérance locale, permettant son utilisation sur les surfaces habituellement contre-indiquées aux dermocorticoïdes (notamment le visage). Le tacrolimus topique pourrait aussi avoir une efficacité dans le traitement de certaines formes de vitiligo chez les enfants, particulièrement sur le visage.

### Autres usages
La tacrolimus est à l'étude pour le traitement des formes réfractaires de maladie de Crohn et de rectocolite hémorragique.
En laboratoire, tacrolimus et astémizole ont été identifiés in vitro comme de potentiels agents antiprion utilisables chez l'Homme.

## Méthodes de dosage dans le sang
Les méthodes de dosage du tacrolimus ont été révisées en 1997. La mesure plasmatique ou sanguine est compliquée par les propriétés physico-chimiques particulières de la molécule. Ainsi, elle est insoluble dans l’eau, soluble dans les lipides, le méthanol, le chloroforme, l’acétate d’éthyle, l’éther et l’acétone. La molécule ne possède pas de noyau chromophore et n’est pas fluorescente. Bien que difficile à mesurer, la molécule de tacrolimus présente une importante stabilité : une semaine dans le sang à 25 °C et plus de six mois au congélateur.
Les premières méthodes de mesure se basaient sur la réaction lymphocytaire (MLR), peu sensible. Très vite, une méthode ELISA fut développée pour l’évaluation clinique du médicament. À cause du manque de sensibilité de l’ELISA, les études pharmacocinétiques s'en remettent à la technique de HPLC-MS. En 1991, la compagnie Abbott a introduit une technique fluorescente à microparticules. Cette dernière manquait au début de sensibilité et de fidélité, ce qui limitait sérieusement son application, puisque les concentrations visées par les cliniciens sont relativement basses. Après une actualisation de la technique (Tacrolimus II), la sensibilité s’est grandement améliorée (1 à 30 ng·ml-1) et la fidélité est acceptable (coefficient de variation de 8 à 12 %). Les avantages majeurs de la technique mise au point par Abbott sont la rapidité d’exécution et le coût relativement faible de l’analyse.
Il existe aussi des techniques HPLC pour la mesure du tacrolimus. Ces mesures doivent être effectuées en tandem avec la spectrographie de masse ou avec une détection par immunoenzymologie. Elles sont longues, laborieuses et donc peu pratiques pour une application de routine avec un volume quotidien élevé de spécimens.